# Onderzeekabel

Dwarsdoorsnede onderzeekabel

opbouw van een moderne glasvezelkabel 1=polyethyleen, 2=mylar, 3=gevlochten staaldraad, 4=aluminium, 5 = polycarbonaat, 6=koper of aluminium, 7=vaseline, 8=glasvezels

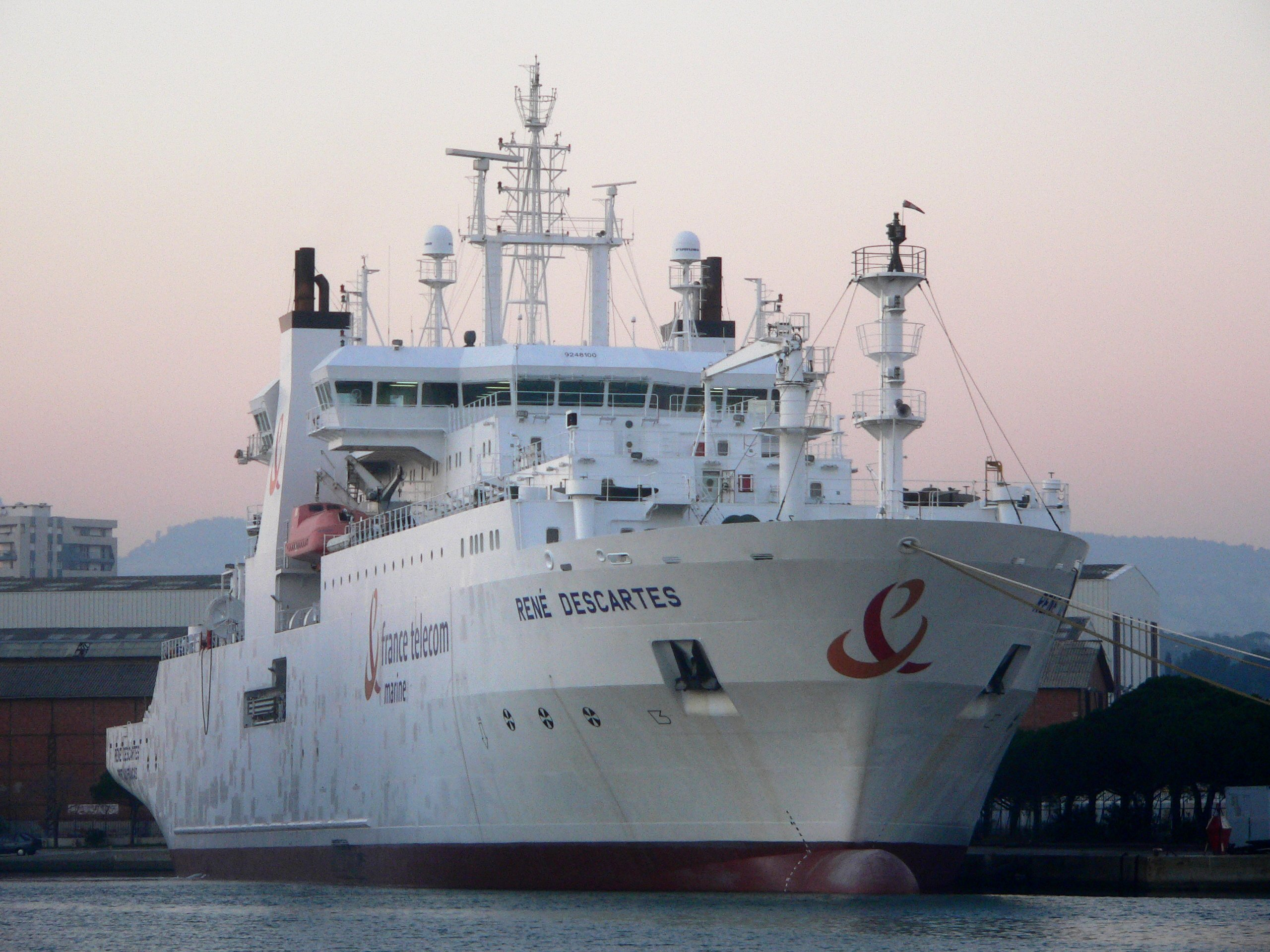
Kabellegschip René Descartes van France Telecom

Een onderzeekabel wordt gebruikt voor telecommunicatie en elektriciteit. Onderzeese telecommunicatiekabels zijn een belangrijke schakel in het internetverkeer tussen alle continenten behalve Antarctica. Onderzeekabels voor telecommunicatie – in 2021 zo’n 436 kabels met een totale lengte van ongeveer 1,3 miljoen kilometer - transporteren 99% van het intercontinentale internetverkeer. Onderzeese elektriciteitskabels worden gebruikt om eilanden van stroom te voorzien en in toenemende mate om tussen Europese landen de opgewekte stroom van windparken op zee, waterkracht centrales en zonneparken te verdelen. Soms worden onderzeese elektriciteitskabels gecombineerd met telecommunicatiekabels, zoals de COBRAcable van TenneT tussen de Eemshaven en Endrup in Denemarken, welke als hoofddoel heeft om elektriciteit te vervoeren, maar ook 96 glasvezelparen bevat.

## Structuur van een onderzeese telecommunicatiekabel
De kabel voor grote afstanden (boven de 400 km) bestaat uit glasvezels ingebed in een gel van aardolie met daaromheen verschillende lagen bestaande uit (van binnen naar buiten):
- Koperen of aluminiumbuis voor de elektriciteit die de versterkers die in de kabel zijn ingebouwd van stroom voorziet.
- Polycarbonaat
- Aluminium
- Staalkabels
- Mylar
- Polyetheen
- Versterker die het optische signaal onderweg versterkt.

Een zeekabel wordt met een speciaal schip gelegd, dat tot 4000 km kabel in één keer kan vervoeren. Voor kortere routes tot ongeveer 400 km worden veelal onversterkte kabels gebruikt. Die kunnen meer vezelparen bevatten, omdat de versterker geen beperkende factor is. 96 vezelparen (192 vezels) is een gebruikelijk aantal, zoals bij de Scylla kabel, Zeus Kabel en BT North Sea kabel die in 2021/2022 zijn of worden aangelegd.

## Aanleg
Zeekabels worden doorgaans vanaf een kabellegschip op de zeebodem aangelegd. De kabel wordt opgeslagen in cilinders vanwaaruit de kabel wordt afgewikkeld. Een enkel schip kan tot 1000 kilometer kabel vervoeren, en bij kabels voor rustig water tot drie maal zoveel. Bij de kust worden kabels gebruikt met een stalen bewapening, om te voorkomen dat ze door visserij of scheepsankers worden beschadigd. In de diepte van de oceaan worden de kabels met minder bescherming op de oceaanbodem gelegd. Hoewel de kabels veel bescherming hebben, wordt toch elke drie dagen een kabel beschadigd door vissersnetten of ankers.

## Telegraafkabels
Nadat de Britten William Fothergill Cooke en Charles Wheatstone in 1839 de eerste commerciële telegraafverbinding tot stand hadden gebracht nam telegrafie in de tweede helft van de negentiende eeuw een grote vlucht voorwaarts. In veel landen werd begonnen met de aanleg van een bovengronds telegraafnetwerk.
De kosten waren hoog, maar daar stond een enorme tijdwinst tegenover. Deden berichten verstuurd met de postkoets er dagen over, met de telegraaf was het bericht binnen enkele minuten verstuurd naar de andere kant van het land. Echter bij de zee en de oceaan stopte die hoge snelheid. Een brief van Engeland naar de Verenigde Staten deed er zelfs per stoomschip nog steeds dagen over.

### Experimenten
Ingenieurs gingen daarom op zoek naar de mogelijkheden van onderzeese kabels en dan met name naar isolatiematerialen om de elektrische geleider te isoleren van het omringende water. In 1842 lukte het Samuel Morse om een kabel, geïsoleerd met geteerde hennep en Indische rubber, te leggen in de haven van New York en er telegrammen over te versturen. In Groot-Brittannië ondernam Wheatstone een vergelijkbaar experiment in Swansea Bay.
In 1842 verscheen een ander isolatiemateriaal op de markt dat eenvoudig smolt en aangebracht kon worden om de kabelgeleider. Guttapercha, het kleverige sap van de Palaquium rubberboom werd in Europa geïntroduceerd door William Montgomerie, een Schotse arts in dienst van de Britse Oost-Indische Compagnie. Michael Faraday ontdekte al snel de voordelen van guttapercha als isolator en Wheatstone suggereerde dat het gebruikt kon worden voor een kabel van Dover naar Calais.

### Eerste commerciële kabels
In augustus 1850 legden de broers Jacob en John Watkins Brett van de Anglo-French Telegraph Company de eerste onderzeese telegraafkabel op de bodem van het Kanaal. Deze eerste kabel was een eenvoudige koperen draad omhuld met guttapercha en geteerde hennep, zonder enige mechanische bescherming. Hoewel de kabel werkte, was het succes ervan van korte duur. Een Franse visser kreeg de kabel in zijn netten en sneed er vervolgens een stuk uit om het aan zijn vrouw te laten zien.
Op 25 september 1851 werd door gebroeders Brett een nieuwe kabel op de bodem van het Kanaal gelegd, ditmaal voorzien van een versterking van thermisch verzinkte staaldraden. Het jaar daarop werden Groot-Brittannië en Ierland met elkaar verbonden. In 1853 werd een kabel gelegd tussen Dover en Oostende en in mei 1853 werd Engeland verbonden met Nederland via een kabel over de Noordzee, van Londen via Orford Ness en Scheveningen naar Den Haag. De kabel werd gelegd door de Monarch, een raderboot die speciaal voor dit doel was aangepast. Binnen drie jaar werden er nog eens drie kabels tussen Nederland en Engeland gelegd.
Ook naar de eilanden in het Middellandse Zeegebied werden telegraafkabels gelegd. In 1854 werd onder leiding van Willoughby Smith de eerste mediterraanse zeekabel gelegd tussen La Spezia en Corsica, tussen Corsica en Sardinië en later tussen Sardinië en Algerije.

### Trans-Atlantische telegraafkabel

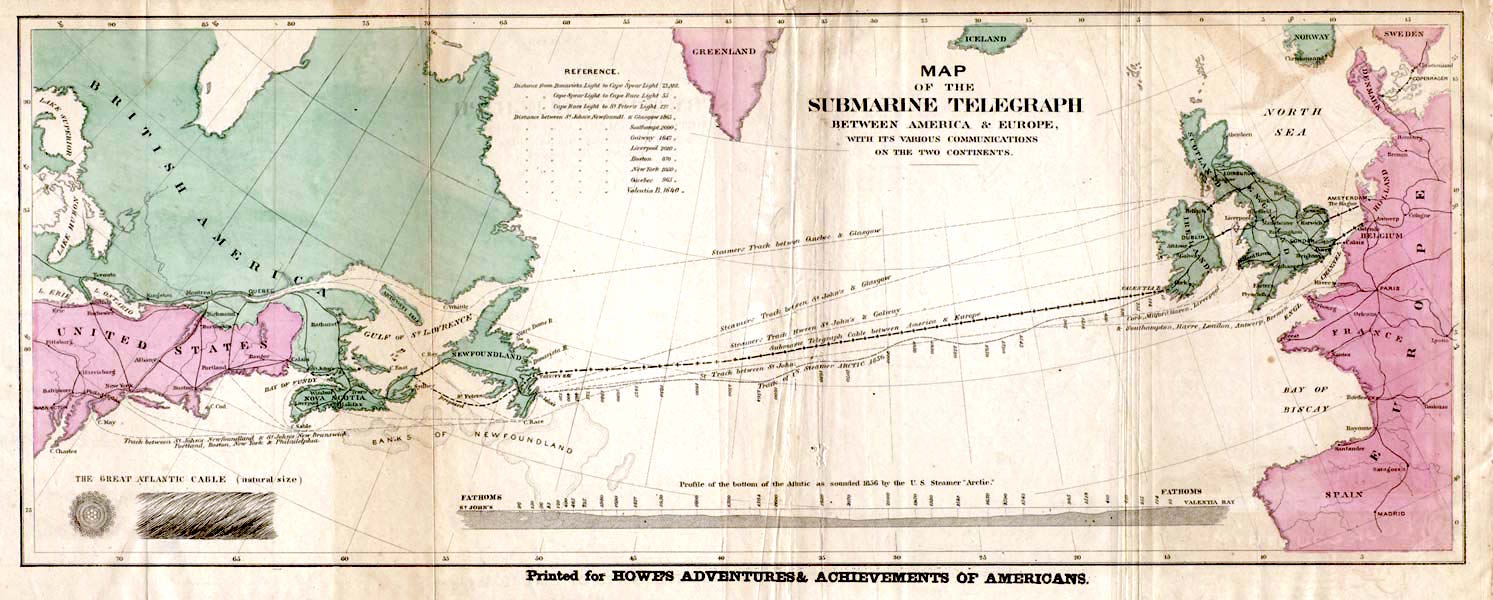
Kaart met locatie van de kabel

Reeds in 1840 had Samuel Morse de mogelijkheid geopperd om een telegraafkabel dwars over de Atlantische Oceaan aan te leggen, van New York naar Londen. Het was de Amerikaanse zakenman Cyrus West Field die met financiële steun van Amerikaanse en Britse industriëlen in 1857 de eerste pogingen ondernam om zo'n kabel te leggen.
Pas op 5 augustus 1858 lag er een bruikbare kabel op de bodem van de Atlantische Oceaan. Maar van het begin af aan kampte deze kabel met technische problemen en na een maand in dienst te zijn geweest gaf hij definitief de geest. Dankzij veel geavanceerdere technieken leverden hernieuwde pogingen in 1865 en 1866 van Field met het stoomschip Great Eastern wel een succesvolle telegrafieverbinding op. Additionele kabels tussen het Ierse eiland Valentia en Newfoundland werden gelegd in 1873, 1874, 1880 en 1894.

### Indo-Europese telegraaflijn
Een in 1863 gelegde kabel naar Bombay voorzag in een belangrijke verbinding met wat nu Saoedi-Arabië is. In 1870 werd Bombay verbonden met Londen met de aanleg van de Indo-Europese telegrafielijn, waar een onderzeese kabel door de Zwarte Zee deel van uitmaakte. Deze lijn werd in opdracht van de Britse overheid aangelegd door de gezamenlijke inspanning van vier kabelbedrijven. In 1872 werden deze bedrijven samengevoegd tot de Eastern Telegraph Company, met John Pender als eigenaar.

### Kabels in de Grote Oceaan

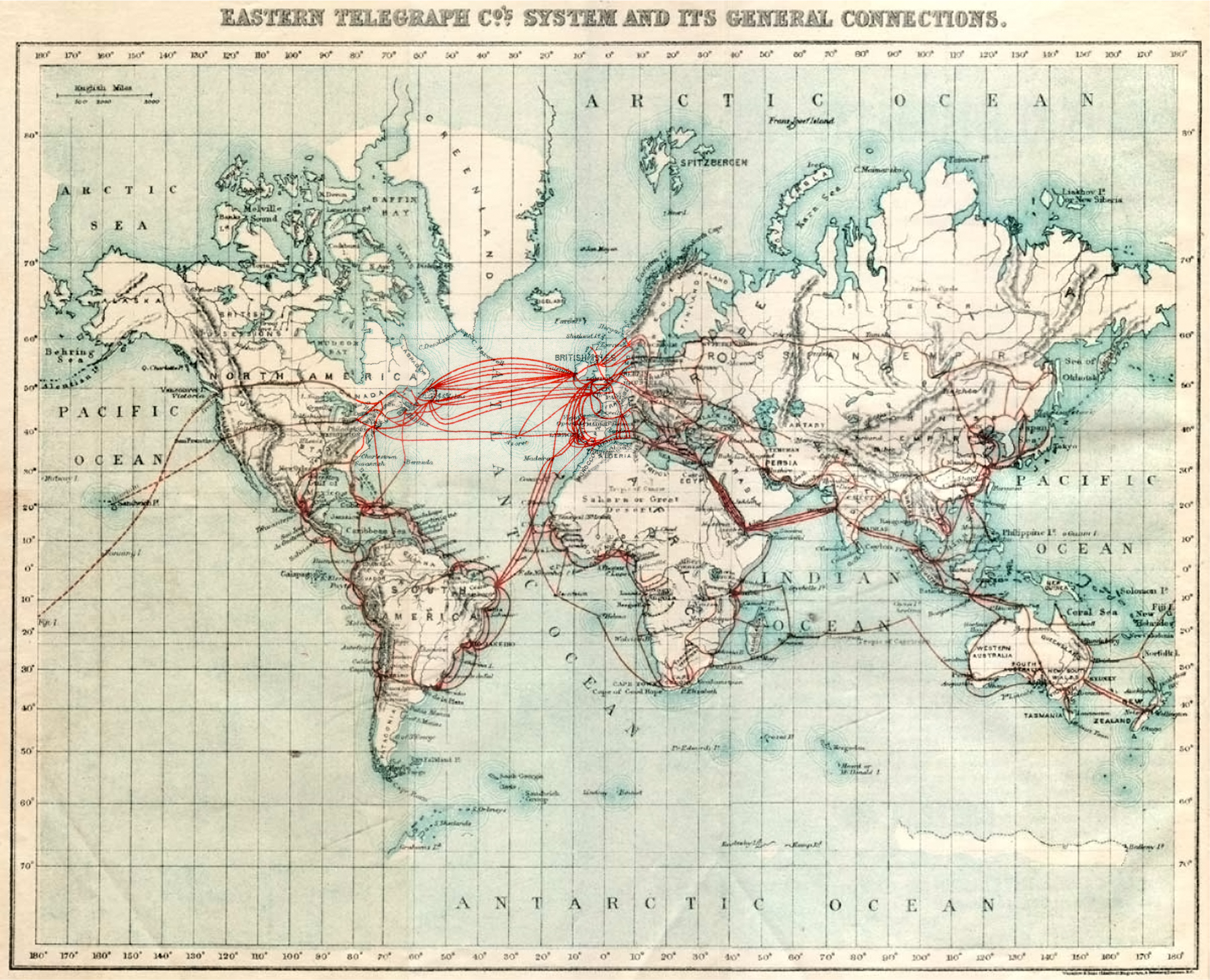
onderzeese kabels rond 1901

In 1902 werd Hawaï verbonden met het Amerikaanse vasteland en in 1903 Guam met de Filipijnen. In 1902 werden ook Canada, Australië, Nieuw-Zeeland en Fiji met elkaar verbonden.

## Telefoonkabels
In juni 1922 werd voor het telefoonverkeer tussen Engeland en Nederland een pupinkabel gelegd. Hoewel vanaf de jaren 1920 serieus werd overwogen om een trans-Atlantische telefoonkabel te leggen, waren er eerst een aantal technologische innovaties noodzakelijk die pas beschikbaar kwamen in de jaren 1940. Een vroege poging om een gepupiniseerde telefoonkabel te leggen begin jaren 1930 mislukte als gevolg van de Grote Depressie.
Tussen 1955 en 1956 werd de eerste trans-Atlantische telefoonkabel (TAT-1) gelegd tussen Gallanach Bay, nabij de Schotse plaats Oban, en Clarenville op Newfoundland. De kabel werd ingehuldigd op 25 september 1956, met een begincapaciteit van 36 telefoonkanalen. Deze kabel was een coaxiale kabel met polyethyleen als isolatiemateriaal en in-lijnversterkers op basis van de beste vacuümbuizen die destijds beschikbaar waren. Via de kabel worden de signalen via de methode van Frequency-division multiplexing (FDM) verstuurd.
De meeste van de kabels zijn nog steeds beschikbaar, maar zijn vanwege de beperkte bandbreedte ongeschikt voor commerciële doeleinden. Sommige worden gebruikt als wetenschappelijke instrument voor het meten van aardbevingen en andere geomagnetische gebeurtenissen.

## Glasvezelkabels

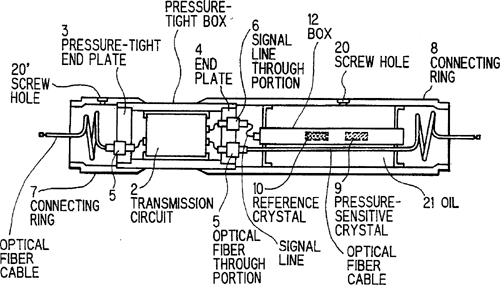
Onderzeese versterker

In de jaren 1980 worden de eerste glasvezelkabels ontwikkeld. De eerste trans-Atlantische telefoonkabel met glasvezels was de TAT-8, die in 1988 in gebruik werd genomen. Deze kabel had twee operationele glasvezelparen en een reservepaar, van een glasvezelpaar wordt per zendrichting één ader gebruikt.
Alle moderne onderzeese communicatiekabels die tegenwoordig worden gebruikt zijn op basis van moderne glasvezeltechnologie. Hoewel men nog steeds spreekt van telefoonkabels bestaat het grootste gedeelte van de gegevens die over deze kabels verstuurd wordt uit internetdata.

## Energiekabels

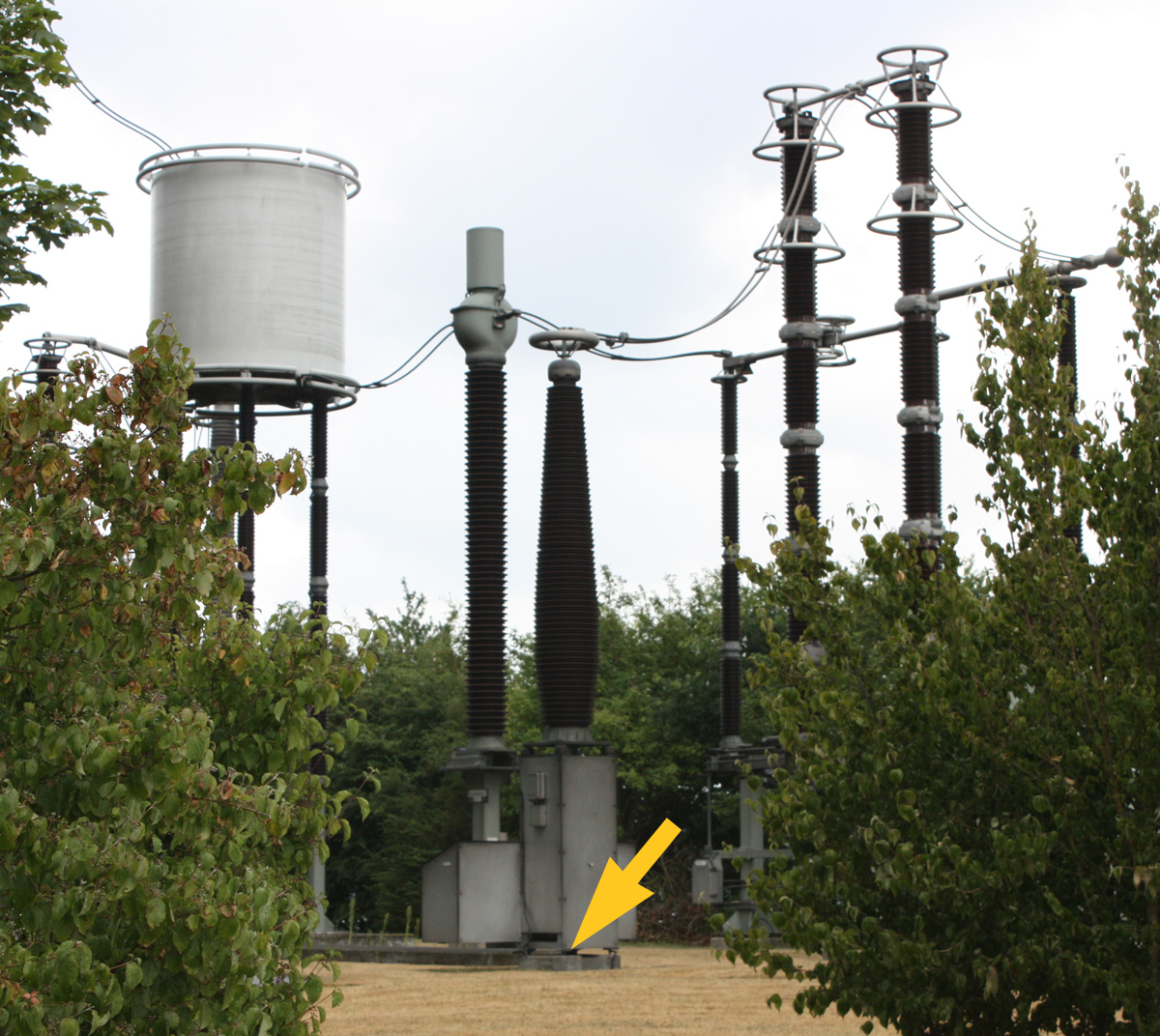
De Baltic Cable komt boven te Herrenwyk bij Lübeck

Naast communicatiekabels (eerst telegrafie, later telefonie en internetdata) worden er ook onderzeese energiekabels gelegd. In eerste instantie vooral om afgelegen eilanden van elektriciteit te voorzien. De lengte van onderzeese wisselstroomkabels wordt beperkt door de elektrische capaciteit tussen de fasen en het omringende metalen aardscherm. Het reactieve vermogen (blindvermogen) dat hiervoor nodig is kan – als de kabel lang genoeg is – de volledige stroomcapaciteit van de kabel in beslag nemen zodat er geen bruikbaar vermogen overblijft om getransporteerd te worden.
Omdat gelijkstroom dit nadeel niet heeft, wordt voor het transport van grote hoeveelheden energie over lange zeekabels hoogspanningsgelijkstroom (HVDC) gebruikt in plaats van wisselstroom. Nadeel hiervan is wel dat speciale, kostbare conversiestations noodzakelijk zijn.
De eerste HVDC-zeekabel werd in 1954 gelegd tussen het vasteland van Zweden en Gotland, gevolgd door vele andere kabels. In mei 2008 werd de tot nu langste HVDC-kabel in gebruik genomen, de 580 kilometer lange NorNed-kabel tussen de Eemshaven in Nederland en Feda in Noorwegen. In 2019 werd de Nemo Link actief, tussen België en het Verenigd Koninkrijk.

## Milieueffecten
Vooral in de druk bekabelde Noordzee verstoort het leggen van kabels het zeemilieu op en rond de bodem, speciaal in de Natura 2000 zeegebieden. Ook is er sprake van elektromagnetische straling, die de navigatie van sommige zeedieren in de war brengt. Anderzijds ontstaan op en rond de kabels soms ook nieuwe koralen en schelpdierkolonies.

## Beveiliging
Onderzeese kabels zijn vanuit beveiligingsoogpunt problematisch omdat kaarten van onderzeese kabels vrij algemeen beschikbaar zijn. Dat is nodig om te voorkomen dat schepen per ongeluk kwetsbare kabels zouden beschadigen. Dat betekent echter ook dat de locaties een gemakkelijk doelwit zijn voor sabotage, door terroristen of in oorlogssituaties. En omdat de kabels niet formeel eigendom zijn van een staat, genieten ze geen sterke bescherming in het internationaal recht, afgezien van onder meer het Verdrag inzake de bescherming van onderzeese telegraafkabels.
In NAVO-kringen wordt gewezen naar Rusland als risicofactor voor het onderbreken van kabelverbindingen. Maar het Verenigd Koninkrijk was wellicht de pionier toen de Britse marine in augustus 1914, bij het begin van de Eerste Wereldoorlog zonder meer de naar Duitsland leidende onderzeese communicatiekabels in de Noordzee ging doorknippen.
Daarnaast levert het afluisteren problemen op inzake cyberveiligheid, of inzake bescherming tegen spionage. Speciale schepen zoals de Russische Yantar of de Amerikaanse duikboot USS Jimmy Carter. zijn ervoor uitgerust onderzeekabels af te luisteren en/of te verstoren. Ook hier waren de Britten pioniers in de “kabelspionage”, vanwege hun technische voorsprong op dit gebied.
In 2014 maakten Brazilië en de Europese Unie plannen voor een nieuwe rechtstreekse internetkabel, om zo een verbinding via de Verenigde Staten te omzeilen.
Een ander risico is kabelbreuk door een fysische oorzaak, bijvoorbeeld per ongeluk door de visserij, wat frequent gebeurt, of door een aardbeving, zoals in Tonga in januari 2022, waarbij de eilandengroep wekenlang zonder internet- of telefoonverbindingen viel.

## Wetgeving en verdragen
Het eerste internationale verdrag is het in 1884 gesloten Verdrag inzake de bescherming van onderzeese telegraafkabels. Het verdrag maakt beschadiging van de kabels strafbaar, en regelt de veiligheid van de kabelleggers. Later werd het aangevuld met bepalingen in het Verdrag inzake de Volle Zee en het Verdrag inzake het continentale plateau, beide van 1958. De meeste van die aanvullingen werden in 1982 overgenomen in het VN-Zeerechtverdrag.